# تنظيمات عسكرية في قطاع غزة
تنظيمات عسكرية في قطاع غزة سنعدد في هذه المقالة جميع التنظيمات العسكرية في قطاع غزة حيث يوجد كثير من التنظيمات العسكرية في قطاع غزة.

## التنظيمات

### كتائب القسام
- كتائب الشهيد عز الدين القسام: وهو الجناح العسكري لحركة المقاومة الإسلامية - حماس ويعتبر أقوى تنظيم عسكري في قطاع غزة تأسست حركة حماس في عام 1987 على يد الشيخ أحمد ياسين.

### سرايا القدس
- سرايا القدس: وهو الجناح العسكري لحركة الجهاد الإسلامي في فلسطين تأسست في عام 1982 على يد فتحي الشقاقي.

### ألوية الناصر صلاح الدين
- ألوية الناصر صلاح الدين: وهو الجناح العسكري للجان المقاومة الشعبية وتأسس في عام 2000.

### كتائب الناصر صلاح الدين
- كتائب الناصر صلاح الدين: وهو الجناح العسكري لحركة المقاومة الشعبية وهو حزب مُنشق عن لجان المقاومة الشعبية.

### كتائب الأنصار
- كتائب الأنصار: وهو الجناح العسكري لحركة الأحرار الفلسطينية والتي كان إسمها حركة فتح الياسر وتأسست في عام 2007 على يد خالد أبو هلال.[1]

### كتائب شهداء الأقصى
- كتائب شهداء الأقصى: وهو الجناح العسكري لحركة التحرير الوطني الفلسطيني - فتح وتأسست حركة فتح في عام 1965 حيث تلقب حركة فتح بالطلقة الأولى لأنها من بدأ الثورة الفلسطينية، وكان اسم جناحها العسكري قوات العاصفة وتغير الاسم في الانتفاضة الفلسطينية الأولى إلى اسم الفهد الأسود وثم تغير الاسم إلى صقور فتح وفي الانتفاضة الفلسطينية الثانية تغير الاسم إلى كتائب شهداء الأقصى.

### كتائب أبو الريش
- كتائب الشهيد أحمد أبو الريش: وهو أحد الأجنحة العسكرية لحركة التحرير الوطني الفلسطيني - فتح وتأسس كتائب الشهيد أحمد أبو الريش على يد عمرو أبو ستة أحد قيادات صقور فتح.

### كتائب المجاهدين
- كتائب المجاهدين: وهو الجناح العسكري لحركة المجاهدين الفلسطينية وهو حزب مُنشق عن حركة فتح وكان إسمها في السابق كتائب شهداء الأقصى - لواء الشهيد القائد جهاد العمارين - كتيبة المجاهدين وتأسست على يد عمر أبو شريعة.[2]

### كتائب أبو علي مصطفى
- كتائب الشهيد أبو علي مصطفى: وهو الجناح العسكري للجبهة الشعبية لتحرير فلسطين وتأسست الجبهة في عام 1967 على يد حكيم الثورة جورج حبش.

### كتائب جهاد جبريل
- كتائب الشهيد جهاد جبريل: وهو الجناح العسكري للجبهة الشعبية لتحرير فلسطين - القيادة العامة وهو حزب مُنشق عن الجبهة الشعبية لتحرير فلسطين وتأسست في عام 1968.

### كتائب المقاومة الوطنية
- كتائب المقاومة الوطنية الفلسطينية: وهو الجناح العسكري للجبهة الديمقراطية لتحرير فلسطين وهو حزب مُنشق عن الجبهة الشعبية لتحرير فلسطين وتأسست في عام 1969 على يد نايف حواتمة.

### كتائب عبد القادر
- كتائب الشهيد عبد القادر الحسيني: وهو أحد الأجنحة العسكرية لحركة فتح تأسس على يد عناصر من كتائب شهداء الأقصى - مجموعات الشهيد أيمن جودة.